# Зграда Народног музеја у Нишу
Зграда Народног музеја у Нишу у Ул. Генерала Милојка Лешјанина бр 14, поседује све карактеристике градске виле. На централном стубићу кровног венца записана је 1927. као година изградње. Објекат је пројектован за потребе нишког трговца Вељка А. Стефановића.

## Архитектура
Зграда се налази у дворишном простору, без ослањања на суседне објекте. Овај спратни објекат има кровну мансардну површину која је у централном делу пресечена узаном спратном конструкцијом и издиже се изнад нивоа крова и завршава стубићима. Издигнута средишња спратна површина пресечена је полукружном стакленом надстрешницом над раскошном вишеугаоном терасом, уклопљеном у издигнуто приземље. Геометријска декорација, која се око прозорских отвора пружа у низовима и венцима прекрива читаву фасадну површину приземља и спрата. Испред зграде у дворишном простору налази се мањи кружни басен са водоскоком, док су око њега цветне површине карактеристичне за стара нишка дворишта 19. века. 
Сви архитектонски елементи овог објекта припадају духу еклектицизма.

## Споменик културе
Зграда Народног музеја регистрована је у Непокретна културна добра на територији општине Медијана, града Ниша. 
На основу одлуке Извршног савета Скупштине општине Ниш, 1983. године додаје се на списак Завода за заштиту споменика културе у Нишу и заведена је као непокретно културно добро: споменик културе.